# Valley Springs, Arkansas
Valley Springs là một thị trấn thuộc quận Boone, tiểu bang Arkansas, Hoa Kỳ. Năm 2010, dân số của thị trấn này là 183 người.

## Dân số
- Dân số năm 2000: 167 người.
- Dân số năm 2010: 183 người.